# Fuente el Saz de Jarama
Fuente el Saz de Jarama là một đô thị trong Cộng đồng Madrid, Tây Ban Nha. Đô thị này có diện tích 33,2 km², dân số theo điều tra năm 2010 của Viện thống kê quốc gia Tây Ban Nha là 6320 người. Đô thị này nằm ở khu vực có độ cao 645 mét trên mực nước biển.